# 北戴河办公制度

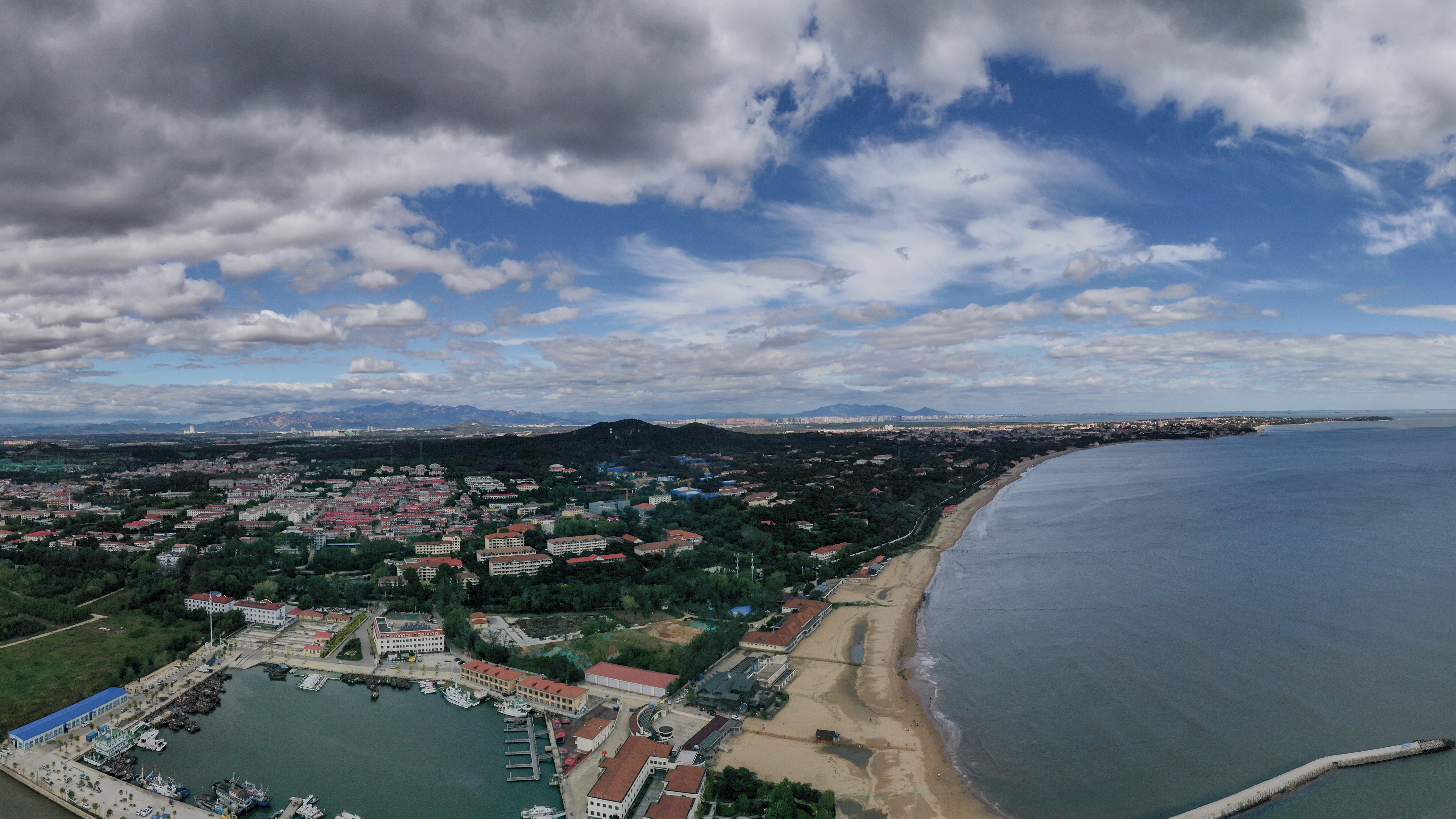
从戴河上空俯瞰北戴河滨海区域，从近景滨海沙滩开始，有北戴河西海水浴场等大片滨海度假沙滩，有大量疗养院、政府下辖宾馆（不对外开放）沿滨海铺开。

毛泽东、周恩来于北戴河（1954年）。

北戴河办公制度是中共中央在1954年至1965年、1984年至2002年每年夏季在秦皇岛北戴河办公的制度。文化大革命期间一度中断，2003年胡锦涛任中共中央总书记后，该暑期办公制度废除。

## 简介
1953年秋，中共中央决定每年夏季在北戴河办公，北戴河办公制度正式形成。中共中央确定在北戴河夏季办公，实际带有半休养半工作性质。同年冬，中共中央办公厅决定筹建中共中央办公厅警卫局北戴河管理处，为中央暑期在北戴河办公服务。
1954年11月，国务院确定北戴河休养区的使用方针是：“为中央暑期办公服务。”为保障中央领导办公，1954年成立了北戴河暑期工作委员会，下设暑期工作办公室。1957年新组建的中共中央直属机关事务管理局北戴河管理处管理整个别墅区。当时别墅区有新旧楼房183处，总建筑面积超过12.5万平方米，占地面积超过3平方公里。从1953年到1965年，夏季的中央重要会议几乎都在北戴河召开。1966年文革爆发，文革期间北戴河办公制度中断，暑期工作委员会也随着文革爆发而被取消。
1983年，赵紫阳总理等国务院领导到秦皇岛视察，表明暑期中共中央、国务院要在北戴河办公。
1984年，北戴河办公制度恢复。该年，来北戴河办公休息的中央领导47人，部、省、军级以上领导379人。同年，全国政协北戴河休养所和全国人大北戴河休养所先后建成，1985年开始各自接待本部门领导办公休养。
1985年，中央五大班子（中共中央、全国人大、国务院、全国政协、中央军委）和中顾委的领导都来北戴河办公休养。
此后直到2002年，北戴河每年夏季都是中共中央、全国人大常委会、国务院、全国政协、中央军委等单位处理内政外交的重要地点。以中共中央总书记胡锦涛为首的新一届中央领导班子上任不久，2003年7月19日人民网发布消息称：「中央已经决定，今年夏季，中共中央、国务院、全国人大、全国政协、中央军委五大领导班子将不到北戴河办公。中央各部委负责人在此期间外出和休假，均须严格按照有关规定执行，不得擅自去北戴河等避暑胜地。」
目前每年暑期都有专家受邀前往北戴河休假。中国现任和已经卸任的领导人在北戴河度假胜地休養期間會就一些大政方针、治国理念進行交流与沟通。官媒通常会在这一休假开始时报道一名中央政治局委员在北戴河看望暑期休假专家。

## 部分重要会议和决策
在北戴河办公制度实行期间，每年暑期中央会议一般都在北戴河召开，几乎每次中国共产党全国代表大会之前的酝酿会议也都在北戴河举行。部分重要会议和决策如下：
- 1958年8月17日至30日，中共中央主席毛泽东在北戴河主持召开中共中央政治局扩大会议（简称北戴河会议），这次会议是中共发动、领导“大跃进”运动的重要会议，全面制定了“大跃进”运动的各项主要计划。参加会议的有中央政治局委员，各省、自治区、直辖市党委第一书记，以及国家机关各部门党组负责人等。会议讨论了1959年的国民经济计划、第二个五年计划、当前的工业生产、农业生产、农村工作问题、商业工作问题、教育方针问题及加强民兵工作等问题。制定和通过了《中共中央关于1959年计划和第二个五年计划问题的决定》、《1959年度国民经济计划主要指标》、《关于第二个五年计划的意见》、《中共中央关于改进计划管理制度的规定》、《中共中央关于1959年农业生产安排的决议》、《中共中央关于今冬明春在农村普通展开社会主义和共产主义教育运动的指示》、《中共中央、国务院关于教育工作的指示》、《中共中央、国务院关于各级干部参加体力劳动的决定》、《中共中央关于民兵问题的决定》和《中共中央关于继续展开除四害运动的决定》等40个文件，并且公开发表了《中共中央政治局扩大会议号召全党全民为生产1070万吨钢而奋斗》的会议公报以及《中共中央关于在农村建立人民公社问题的决议》。会后，以全民大炼钢铁及大办人民公社为标志，“大跃进”运动达到高潮[9]。会议期间，8月17日毛泽东作出炮击金门的最后决定。18日他致信副总理兼国防部长彭德怀元帅，亲自部署炮击金门，并提出“直接对蒋，间接对美”[10]。
- 1960年7月5日至8月10日，中共中央在北戴河召开工作会议（简称北戴河工作会议）。因会前有布加勒斯特会议事件，会议进行中有苏联政府突然撤回专家、撕毁合同事件，同时鉴于上半年国家经济状况極其糟糕，發生大規模餓死人事件及一些大城市餓殍遍地的状况，会议讨论了国际问题和国内经济问题。会议通过了《中央关于全党动手，大办农业、大办粮食的指示》、《中央关于开展以保粮、保钢为中心的增产节约运动的指示》2个文件，并批准李富春、薄一波提出的《1960年第三季度工业交通生产中的主要措施》，决定今后计划不再搞两本账，只搞一本账，不搞计划外的东西。会上也通过了《关于向党员干部介绍布加勒斯特会议情况和中苏关系问题的通知》。会议还决定成立中央局[11][12]。
- 1962年8月6日至8月下旬，中共中央在北戴河举行中央工作会议。这次会议是在三年困难时期后期举行，会议起初讨论的重点是怎样把粮食生产搞上去。但毛泽东发表关于阶级、形势、矛盾3个问题的讲话，集中讲了阶级斗争形势问题，号召阶级斗争要“年年讲，月月讲，日日讲”。该讲话是针对会议各组只讲经济问题，不讲阶级斗争问题作出的批评，也是对邓子恢的包产到户责任制的批评，邓子恢背后是中国国家主席刘少奇。毛泽东讲话后，会议立即转向，柯庆施点名批评陶铸的田间管理包工到户。中国国务院总理周恩来则说，陶铸的田间管理包工到户与邓子恢的包产到户不同，这为陶铸解了围。会议用部分时间讨论了毛泽东的讲话，并以其讲话精神为指导，为即将召开的中共八届十中全会准备文件。会议期间，因中共云南省委书记阎红彦反映《中国青年报》连载的小说《刘志丹》存在严重政治问题，会议乃将连载《刘志丹》小说的《中国青年报》分发到各大组讨论。天气转凉后，中央工作会议宣布结束，没作会议总结便散会。会后随即在北京召开中共八届十中全会[13]。
- 1983年7月16日，鉴于全国治安形势严峻，公安部向中央报送了《关于发挥专政职能改善公安装备的报告》。17日，公安部部长刘复之抵达北戴河海滨。19日上午中顾委主任邓小平召集刘复之、彭真来自己在北戴河的疗养住所谈话，邓小平拿着该报告对刘复之说，“你们这个报告不解决问题。”邓小平提出三年内组织三次战役，“严就能治住。”由此拉开了“严打”的序幕[14]。
- 1980年代，在北戴河数次会见日本客人时，邓小平肯定了农村改革，并向外国友人展现了实行改革开放的坚定决心。当时有部分人对改革开放，特别是兴建经济特区表示担心，邓小平对此亮明态度。1985年8月1日，邓小平会见日本公明黨访华团，强调改革开放坚定不移[6]。
- 1988年8月15日到17日，中央工作会议在北戴河召开，批准了物价和工资改革方案，同时决定用最严厉手段压缩基本建设以及集团购买力，为改革创造外部条件。“价格闯关”由此开始。8月19日，新闻公布了中央政治局讨论并通过了《关于价格、工资改革初步方案》的消息，部分省市随即发生大规模抢购风。价格闯关不久即终止[15]。
- 1997年暑期，中共十五大准备工作在北戴河进行。十五大报告的起草班子在北戴河按照中共中央政治局的意见、各方面的建议，对报告进行了修改[6]。